# Naissance en 1421
Naissance
- 1417
- 1418
- 1419
- 1420
- 1421
- 1422
- 1423
- 1424
- 1425

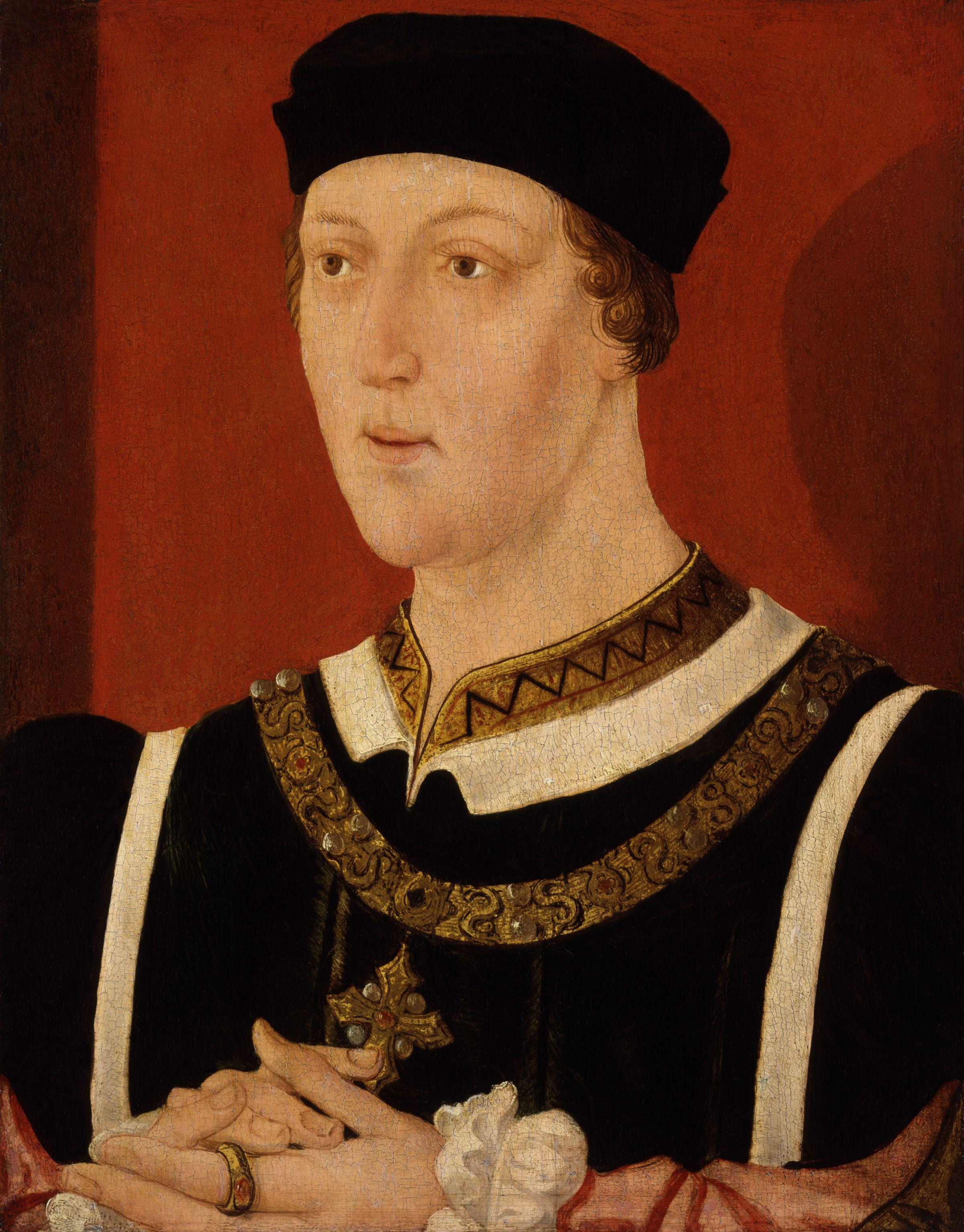
Henri VI, né en 1421.

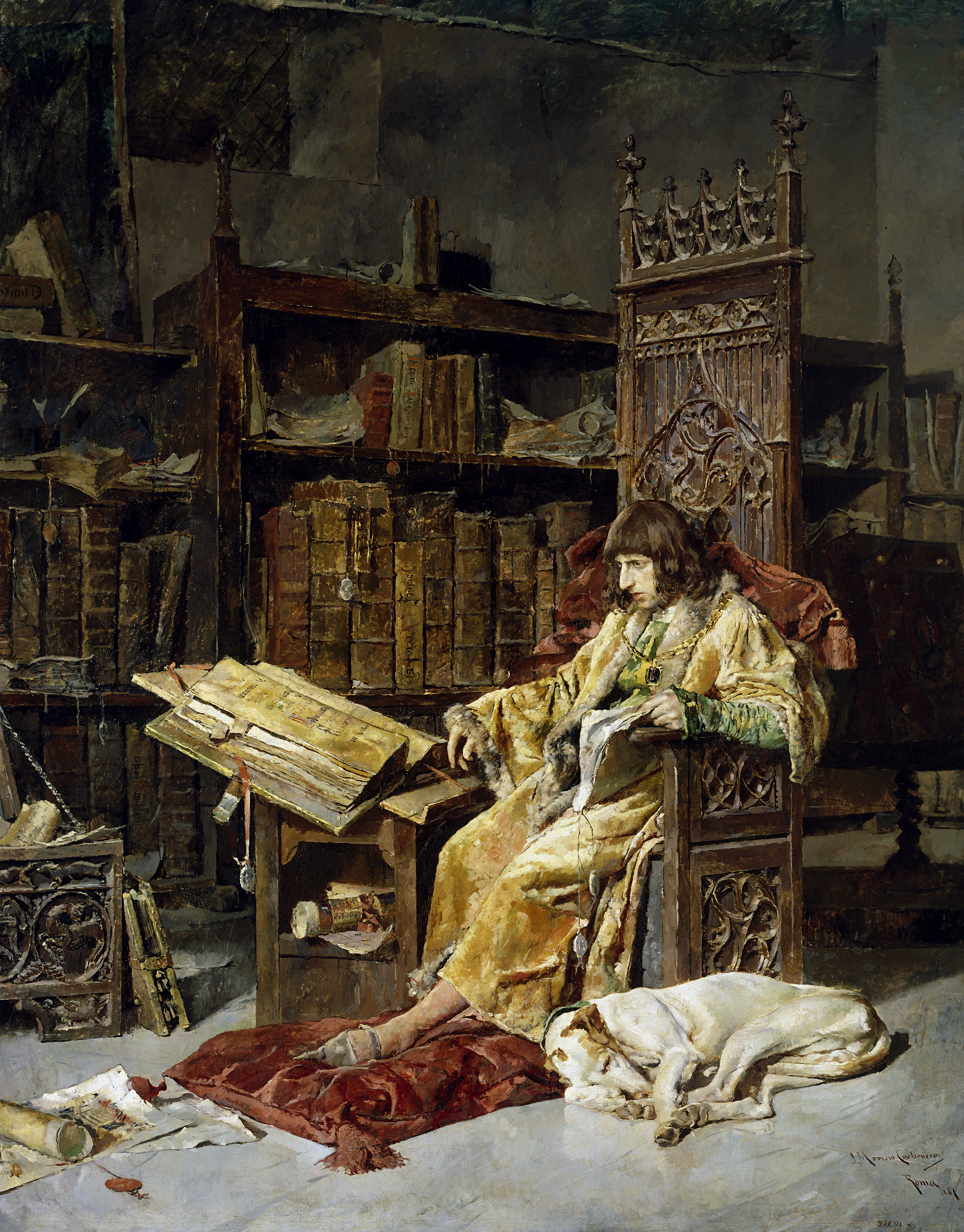
Henri VI, né en 1421.

Cette page dresse une liste de personnalités nées au cours de l'année 1421  :
- 29 mai : Charles d'Aragon, ou Charles de Viane, duc de Gandia puis prince de Gérone, prince de Viane et roi légitime de Navarre sous le nom de Charles IV.
- 3 juillet : Jean de Médicis, banquier florentin, un homme lettré et un mécène de nombreux artistes de la Renaissance, membre de la puissante famille de Médicis.
- 25 juillet : Henry Percy, 3e comte de Northumberland.
- 6 décembre : Henri VI, futur roi d'Angleterre.

- Vespasiano da Bisticci, dit parfois Vespasiano Fiorentino, libraire et écrivain italien de la Renaissance.
- Jean IV de Beauvau, fondateur de la branche des Beauvau-Craon), baron de Manonville (Meurthe-et-Moselle), de Sermaise (Maine-et-Loire), des Essarts et des Rochettes, sénéchal d'Anjou, chevalier de l'Ordre du Croissant.
- Jean Balue cardinal et homme politique français.
- Jean Cœur, archevêque de Bourges.
- Qiu Jun, fonctionnaire et écrivain de la dynastie Ming.
- Jacques de Lalaing, dit le Bon Chevalier, est l'un des chevaliers les plus vaillants du duc de Bourgogne Philippe III le Bon.
- Niccolò Pizzolo, ou Nicolò di Pietro da Villaganzerla, peintre italien de la Renaissance.
- Pigello Portinari,  banquier italien.
- Bartolomeo Sacchi, dit Platine, humaniste, écrivain et gastronome italien de la Renaissance.
- Iio Sōgi, poète japonais.

date incertaine (vers 1421)
- Lazar Branković, roi de Serbie.
- Juan Margarit i Pau, dit le cardinal de Gérone, cardinal espagnol.

## Crédit d'auteurs
- Cet article est partiellement ou en totalité issu de l'article intitulé « 1421 » (voir la liste des auteurs).